# Nicole Malliotakisová
Nicole Malliotakisová (* 11. listopadu 1980 New York) je americká politička, v roce 2020 zvolená členkou Kongresu Spojených států za newyorský (11.) kongresový volební obvod. Je členkou Republikánské strany. Vyrůstala v newyorské čtvrti Staten Island jako potomek imigrantů – otec je Řek a matka Kubánka.
Byla kandidátkou Republikánské strany na pozici starostky města New York ve volbách roku 2017 proti starostovi Billovi de Blasio. Ve volbách do Kongresu v roce 2020 porazila člena Kongresu za Demokratickou stranu Maxe Rose.